# Vanlig tumlare
Vanlig tumlare (Phocoena phocoena) är en av de minsta tandvalarna och blir normalt 1,5 meter lång med en vikt på cirka 50 kg. Några tumlare kan komma upp i en vikt på 70–75 kg och bli cirka 180 cm långa eller lite större.

## Utseende

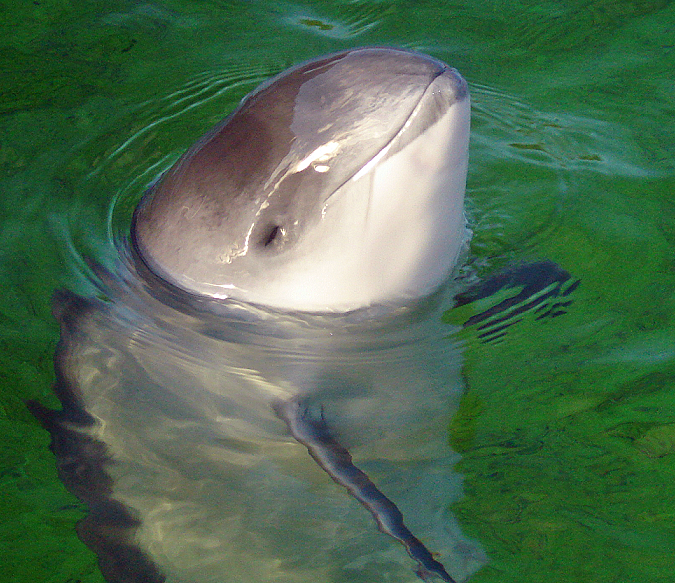

Individerna är vanligen mörkgrå på ryggen och ljusare till vitaktig på undersidan, vissa färgvariationer mellan olika populationer finns. Den 15 till 20 cm höga ryggfenan och de 15 till 30 cm långa bröstfenorna är mörka (svarta). Vanlig tumlare är ganska liten och knubbig. I kalla vatten är den utrustad med ett tjockt späcklager för att klara det nordiska klimatet. 
Tumlaren har i varje käkhalva 19 till 30 tänder som alla är maximalt 5 mm långa.

## Utbredning
Tumlaren förekommer huvudsakligen i kustnära vatten i norra Stilla havet, Nordatlanten och i Svarta havet. 

### Förekomst i Sverige
Vanliga tumlare finns längs Sveriges kuster i Skagerrak, Kattegatt och Östersjön. År 1994 räknade man att det fanns cirka 36 000 individer i Skagerrak och Kattegatt och vid ungefär samma tidpunkt var antalet tumlare i Östersjön cirka 600. År 2020 uppskattades att det finns omkring 5000 reproduktiva individer, vilket totalt innebär cirka 23 000 tumlare, i danska och svenska Skagerrak och Kattegatt medan Östersjöpopulationen bara uppskattas till cirka 98 reproduktiva individer. Beståndet i södra Östersjön tillhör en separat population som skiljer sig genetiskt och morfologiskt från tumlarna i Västerhavet. Trots nedgången sedan 1990-talet räknas populationen i Skagerrak och Kattegatt som livskraftig på gränsen till sårbar, medan Östersjöpopulationen kategoriseras som akut hotad. Vanlig tumlare är den enda valen som regelbundet förekommer i svenska vatten.

## Ekologi

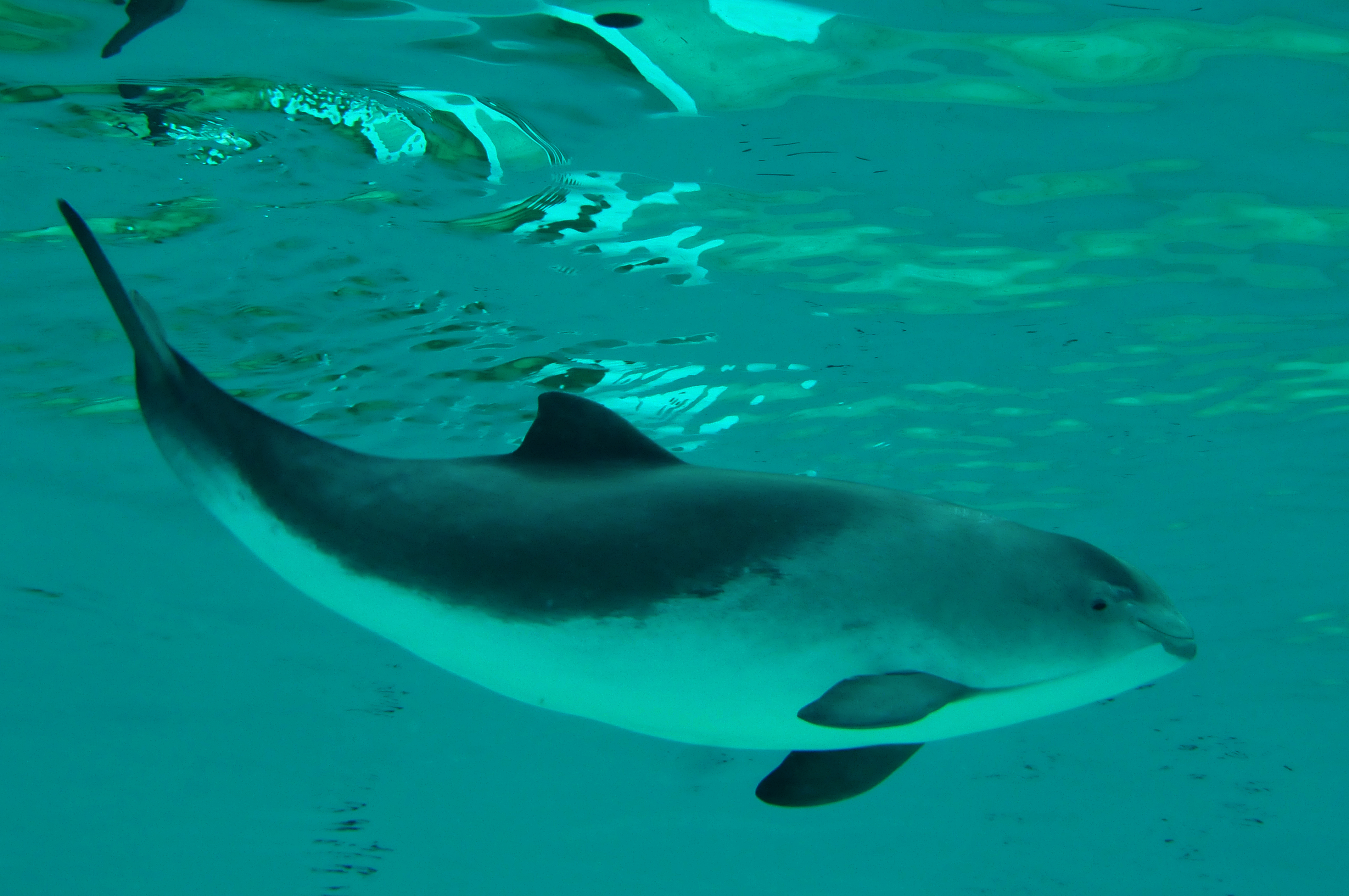

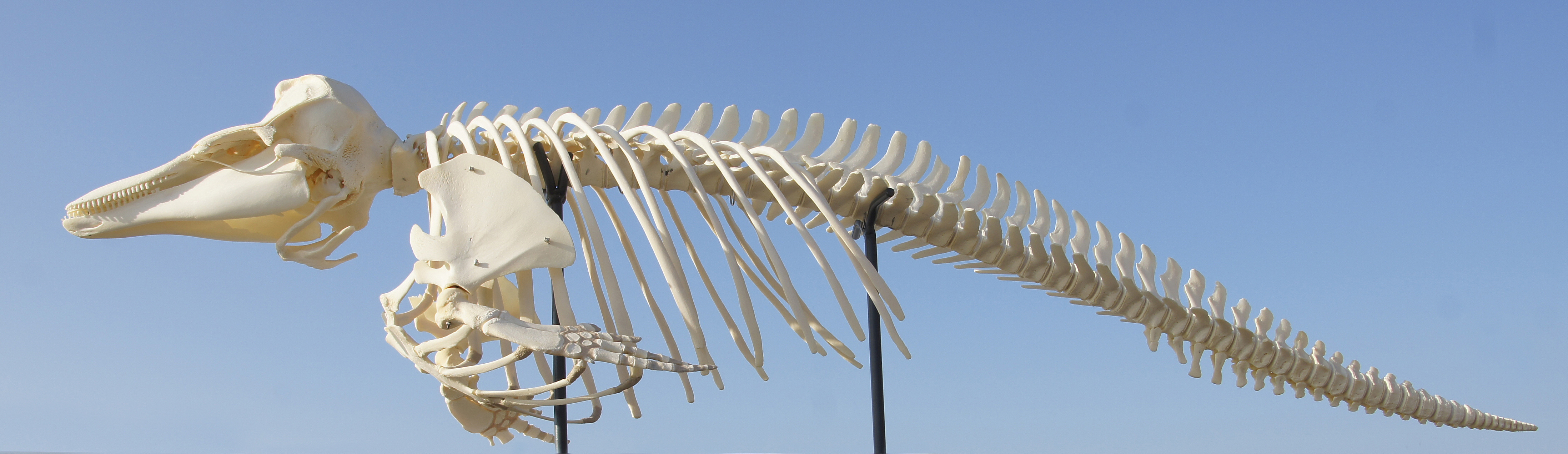

Tumlaren hoppar inte upp ur vattnet som delfiner utan låter bara lite av översidan och den låga trekantiga ryggfenan  synas. Tumlaren hämtar normalt luft varannan minut men gör ibland längre dykningar på upp till 5–6 minuter och kan dyka ned till mer än 240 meters djup. Tumlaren jagar ensam och lokaliserar födan med hjälp av synen och  ekolokalisering. De förekommer ensamma eller i små grupper och kan leva i 23 år eller längre.

### Föda
Som föda föredrar tumlaren fisk med en storlek upp till 20–25 cm som sväljs hel. Fet fisk som sill, skarpsill samt mindre exemplar av torsk som simmar i stim är utmärkt föda. Den äter även pirål, och behöver äta cirka 1–2 kg fisk per dag.

### Fortplantning
Tumlaren är som alla andra valar däggdjur. Honan ger sin kalv di i ungefär 9 månader och kalven övergår gradvis till fiskdiet och stannar hos sin mamma cirka ett år. Honan blir könsmogen vid 3–4 års ålder och föder i allmänhet en kalv varje eller vartannat år under sommaren efter 10–11 månaders dräktighet. Parningstiden är 1–2 månader per år. Den lever i små grupper om 2–4 eller ensamma, men vanligen mamma och hennes kalv. Flera syns tillsammans där det är gott om mat.

### Navigering

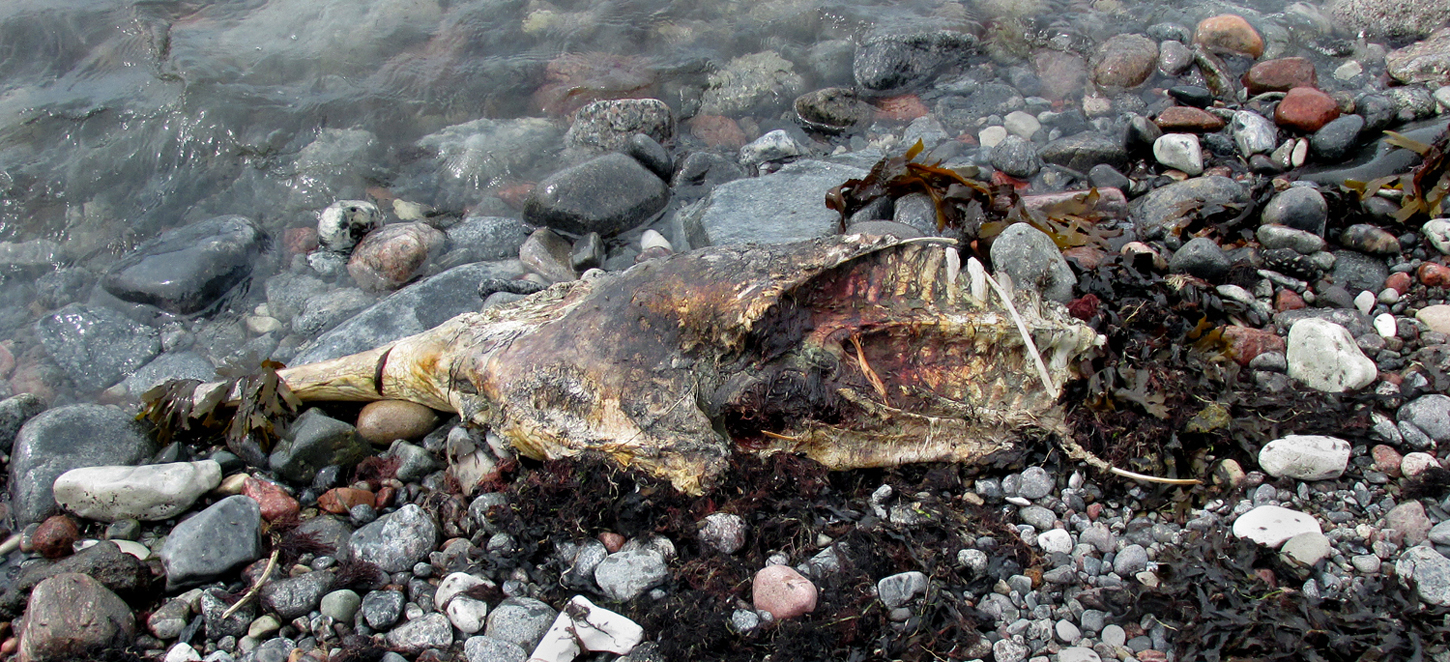
Kadaver av vuxen Tumlare i Ystad.

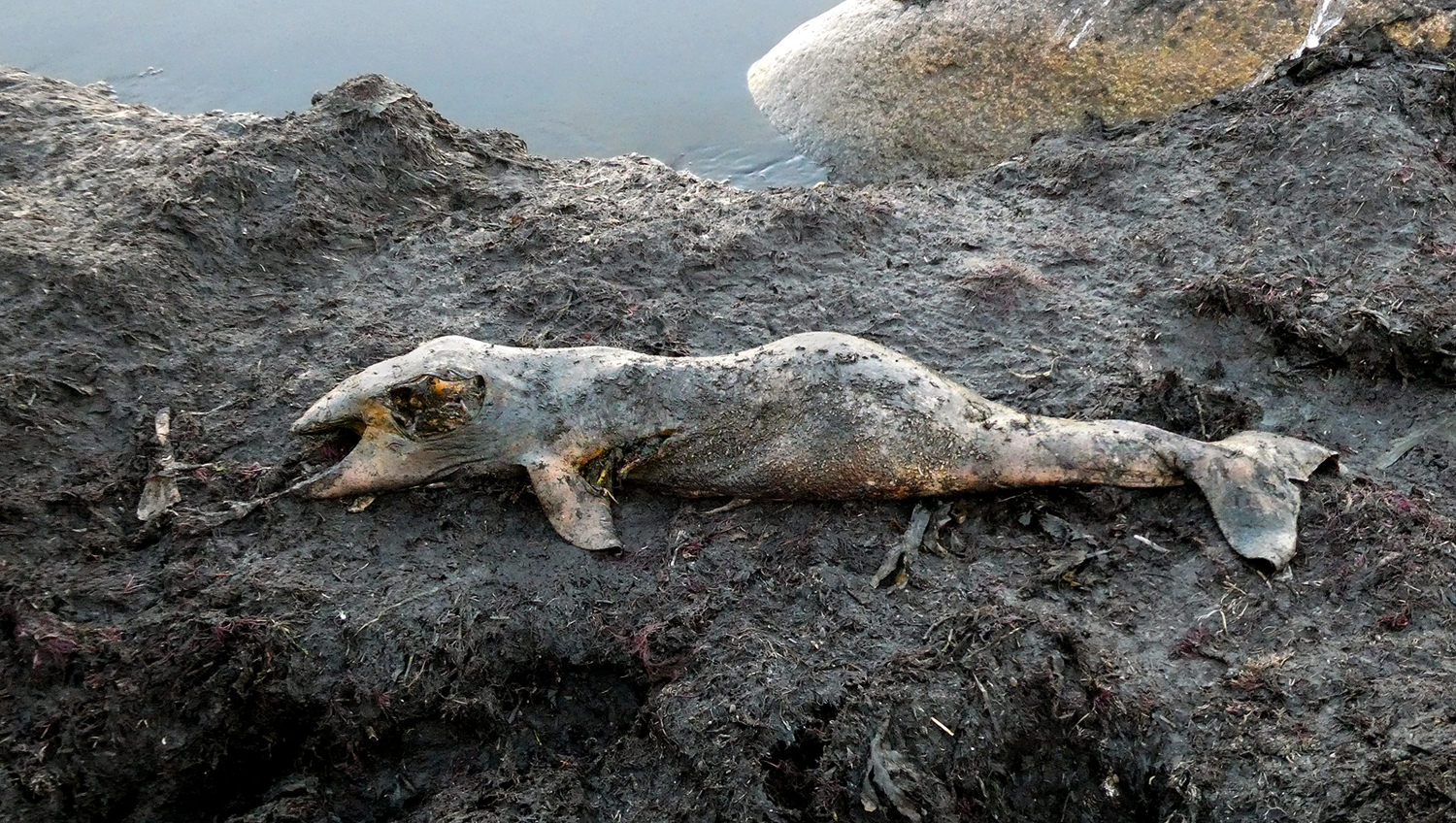
Ett kadaver efter en ung Tumlare, 97 cm lång, ca 5 kg tung.

Tumlare navigerar, liksom andra valar, med hjälp av ekolokalisering. De sänder ut korta ljud som sedan studsar tillbaka från fiskar och andra föremål i vattnet. Tumlarna lyssnar på dessa ekon och använder dem för att avgöra till exempel vilken fiskart det handlar om och det får dem även att undvika att simma in i olika hinder.
Man tror att alla tumlare sänder ut akustiska signaler men det finns inget vetenskapligt bevis för detta. Man tror att de sänder ut höga ljud för att lokalisera speciella föremål och små klickljud för att undersöka omgivningen.

## Tumlaren och människan

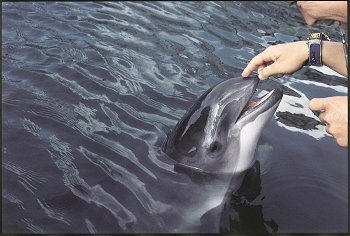

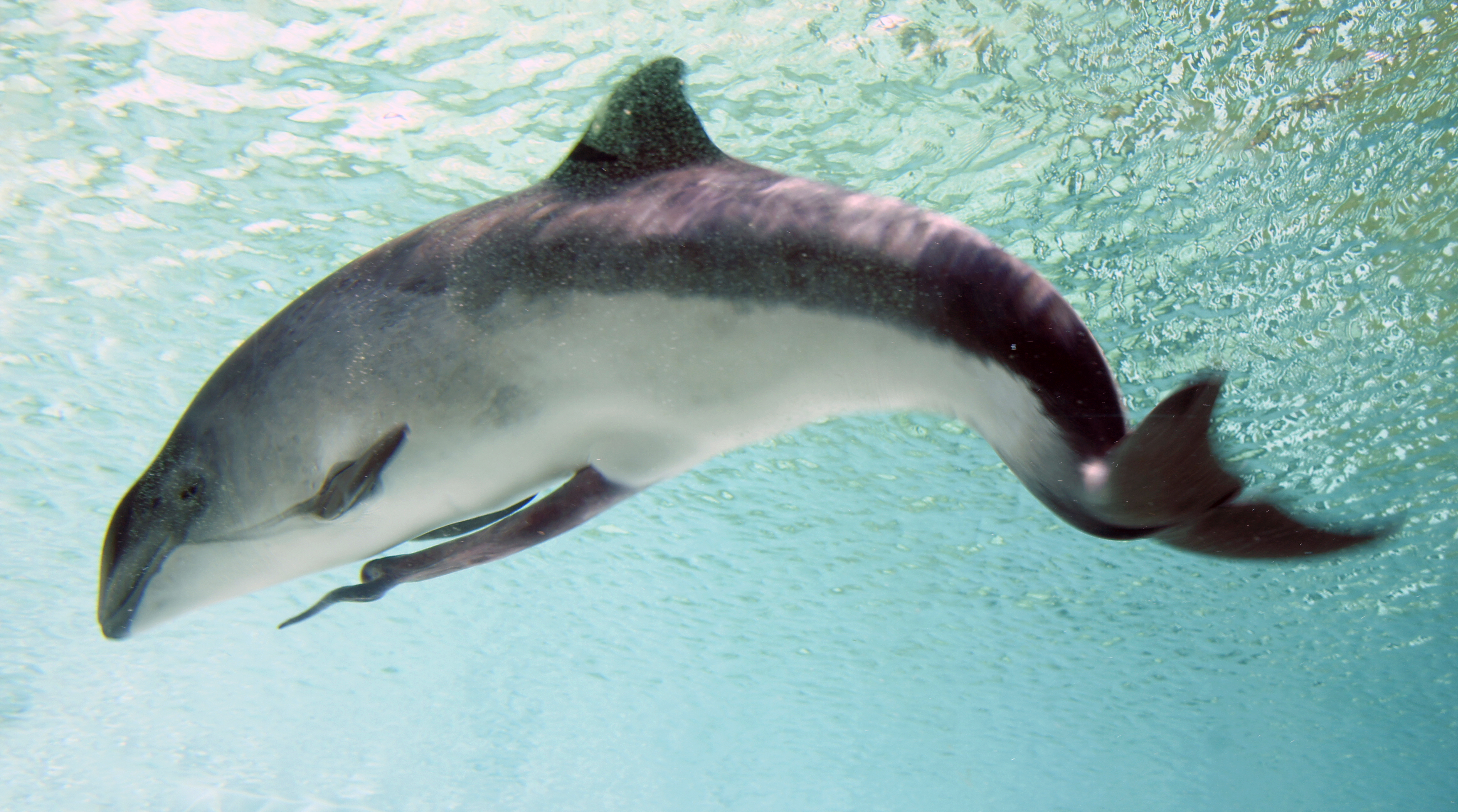

### Namn
Tumlaren har fått sitt namn av sin tumlande rörelse när den bryter ytan på vattnet när den går upp för att andas.

### Status och hot
Även om arten är hotad i delar av sitt utbredningsområde så bedöms inte det globala beståndet vara hotat utan kategoriseras som livskraftig (LC).
Tumlaren har varit på stark tillbakagång sedan 1960-talet.[källa behövs] Studier i danska vatten indikerar att färre än 5% av djuren blir mer än 12 år gamla.[källa behövs] Miljögifterna har en del i detta. De höga halterna av DDT och PCB har påvisats i en studie på tumlare insamlade från svenska vatten. Men PCB-orsakade livmodersskador som ger sterilitet hos säl har inte påvisats hos tumlare. Störning från båttrafik, sjukdomar, parasiter och brist på föda kan också bidra till minskningen av tumlare. Oavsiktliga bifångster inom fisket pekas även ut som ett allvarligt hot. Tumlaren fridlystes 1973. Senast under världskrigen pågick jakt på tumlare i danska och svenska vatten. Tumlaren har minskat märkbart de senaste 20–25 åren.
Tumlarens ekolokalisering kan inte upptäcka de tunna nylontrådarna i fisknät; ljudet går rakt igenom och tumlarna upptäcker inte näten förrän det är för sent. De drunknar efter några minuter eftersom de måste till ytan för att andas. Det är flest unga djur som fastnar och drunknar i fisknät. Inom det danska nordsjöfisket drunknar årligen mellan fyra och sjutusen tumlare.[källa behövs]